# Birmingham Squadron
I Birmingham Squadron sono una squadra di pallacanestro di Birmingham, in Alabama, che milita nella NBA Development League, il campionato professionistico di sviluppo della National Basketball Association.

## Storia
Nacquero nel 2019 come Erie BayHawks, per sostituire l'omonima squadra trasferitasi in Georgia con la denominazione di College Park Skyhawks.
Nel 2021 la franchigia cambiò di proprietà e si trasferì in Alabama, assumendo la denominazione attuale.

## Record stagione per stagione
| Stagione       | Division       | Regular season | Regular season | Regular season | Regular season | Play-off                                     |
| Stagione       | Division       | Piazzamento    | Vittorie       | Sconfitte      | %              | Play-off                                     |
| -------------- | -------------- | -------------- | -------------- | -------------- | -------------- | -------------------------------------------- |
| Erie BayHawks  |                |                |                |                |                |                                              |
| 2019-20        | Southeast      | 4º             | 13             | 30             | 30,2           |                                              |
| 2020-21        | -              | 3º             | 11             | 4              | 73,3           | perdono quarti di finale (Lakeland, 110-139) |
| Regular season | Regular season | Regular season | 24             | 34             | 41,4           |                                              |
| Play-off       | Play-off       | Play-off       | 0              | 1              | 0,0            |                                              |